# Stenorette
Die Stenorette ist ein seit den 1950er Jahren von der Grundig AG, ab 2001 von Grundig Business Systems, gebautes Diktiergerät mit einer besonders hohen Verbreitung in der öffentlichen Verwaltung. Das Gerät ist wegen seiner Robustheit beliebt.
Als Medien werden Magnetbänder oder Magnetstreifen benötigt. Bei den letzten Typen vor der Einführung digitaler Aufzeichnungsverfahren sind die Bänder in einem ungewöhnlichen unidirektionalen Kassettensystem, das die Kompatibilität mit Modellen anderer Hersteller oder auch anderen Modellen desselben Herstellers verhindert. 
Neben Handdiktiergeräten gibt es für dieselben Kassetten auch stationäre Diktiergeräte. Diese unterscheiden sich von den Handdiktiergeräten insbesondere durch die Größe, die Bedienungselemente (Tasten statt Schiebeschalter) und die Tatsache, dass sie nur mit einem Netzstromanschluss betrieben werden können. In Sekretariaten werden Abspielgeräte mit Fußschalter und Kopfhörer verwendet.

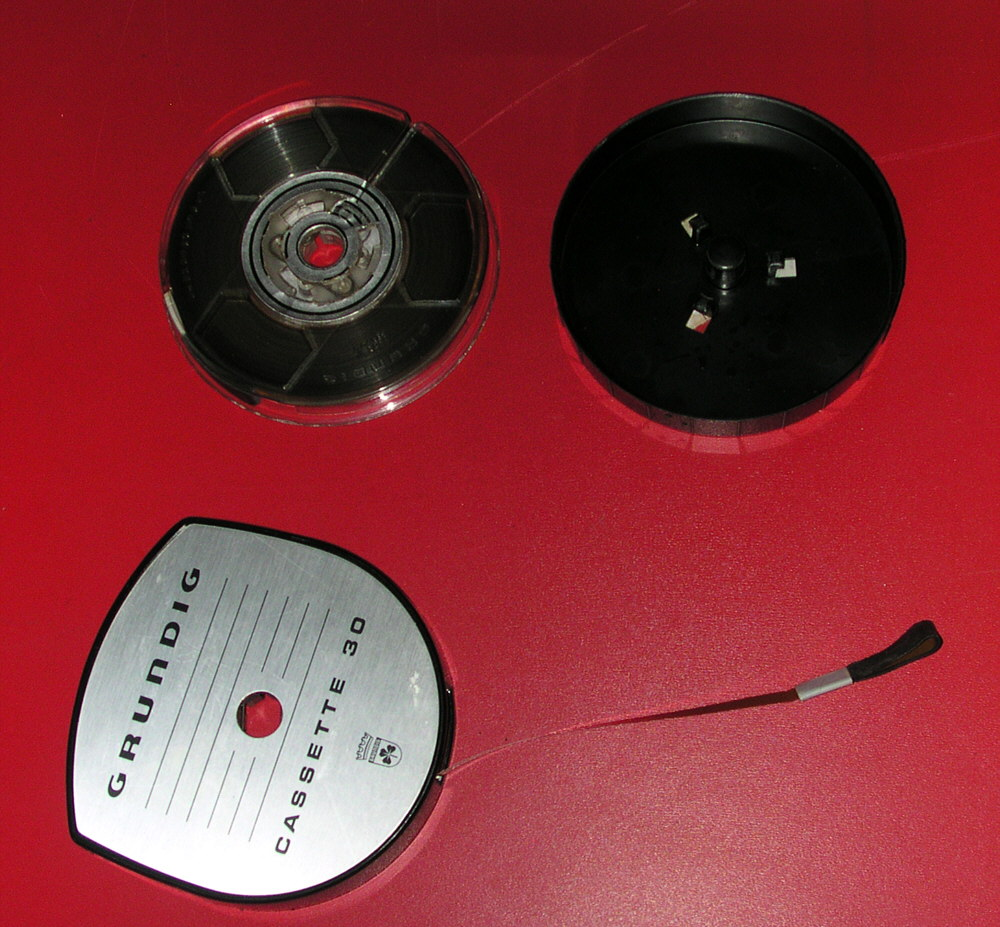
30-Minuten-Cassette früher Geräte
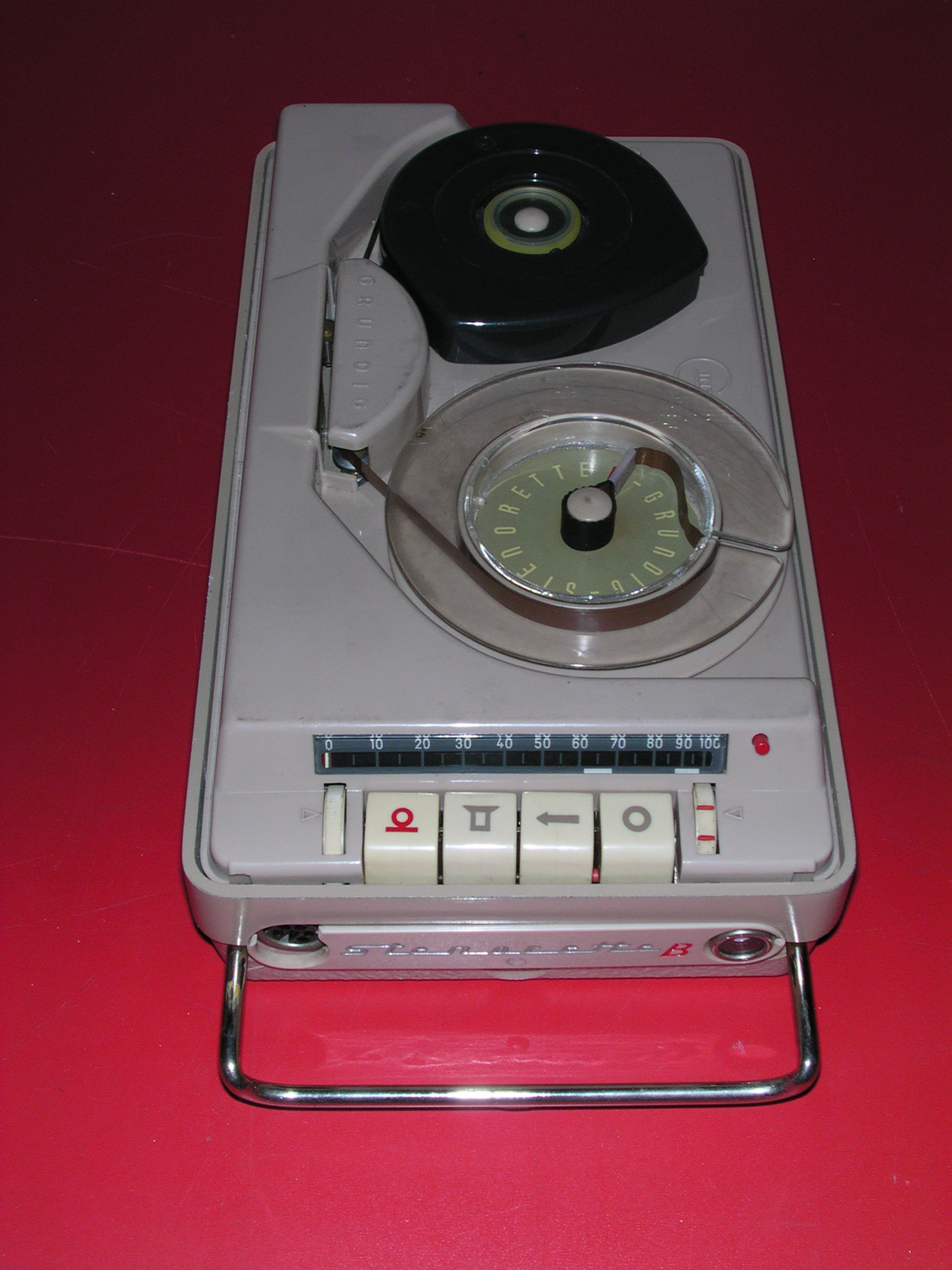
Stenorette B
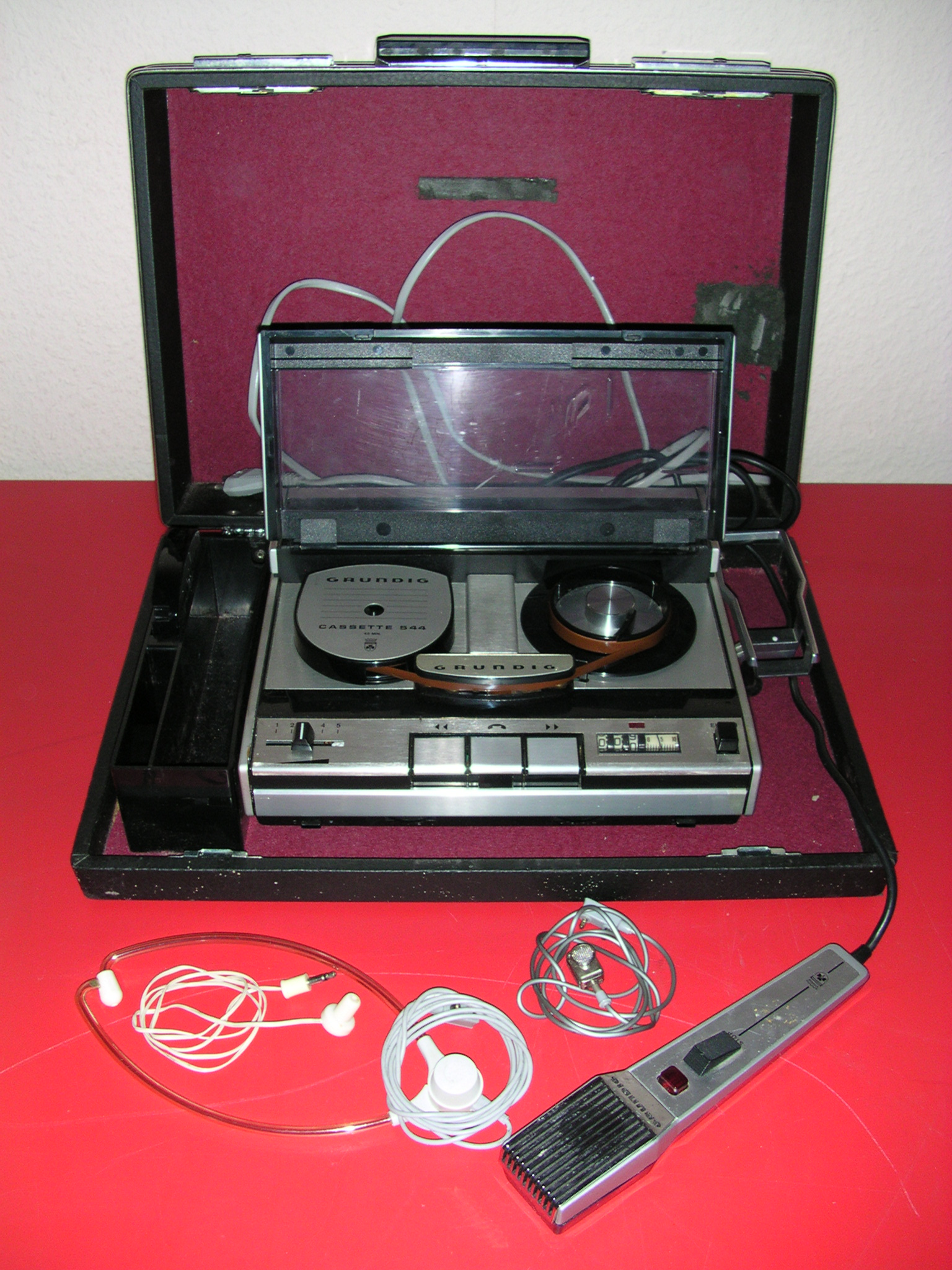
Stenorette SL
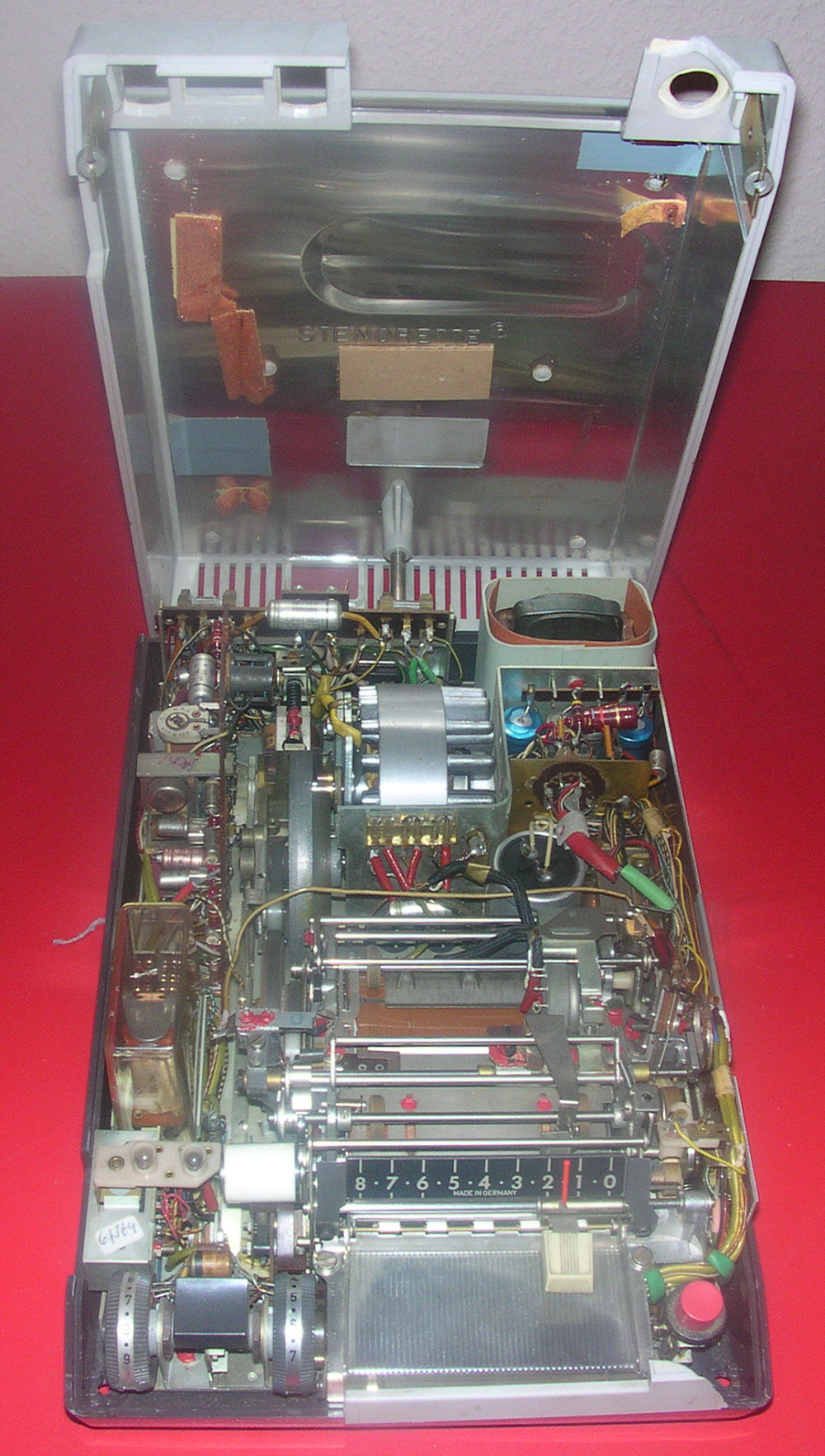
Stenorette 201 für Magnetstreifen
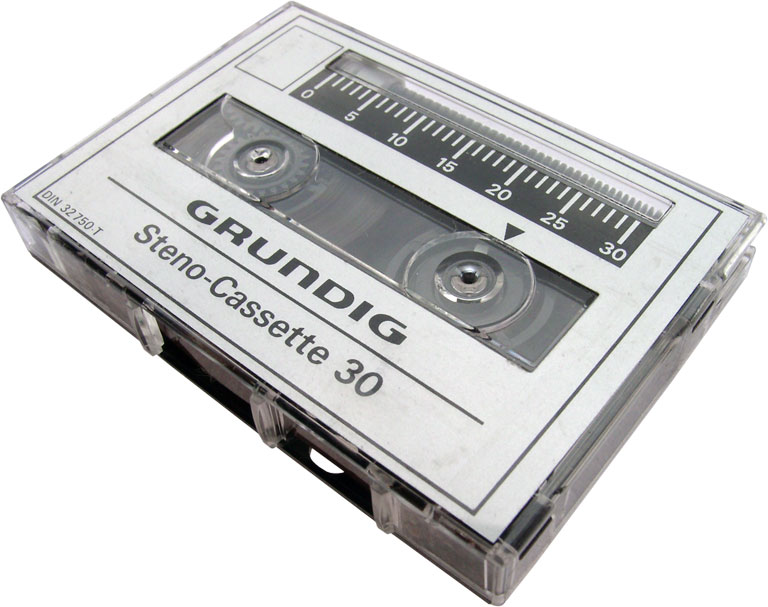
Monodirektionale Steno-Cassette 30 mit Minutenanzeige
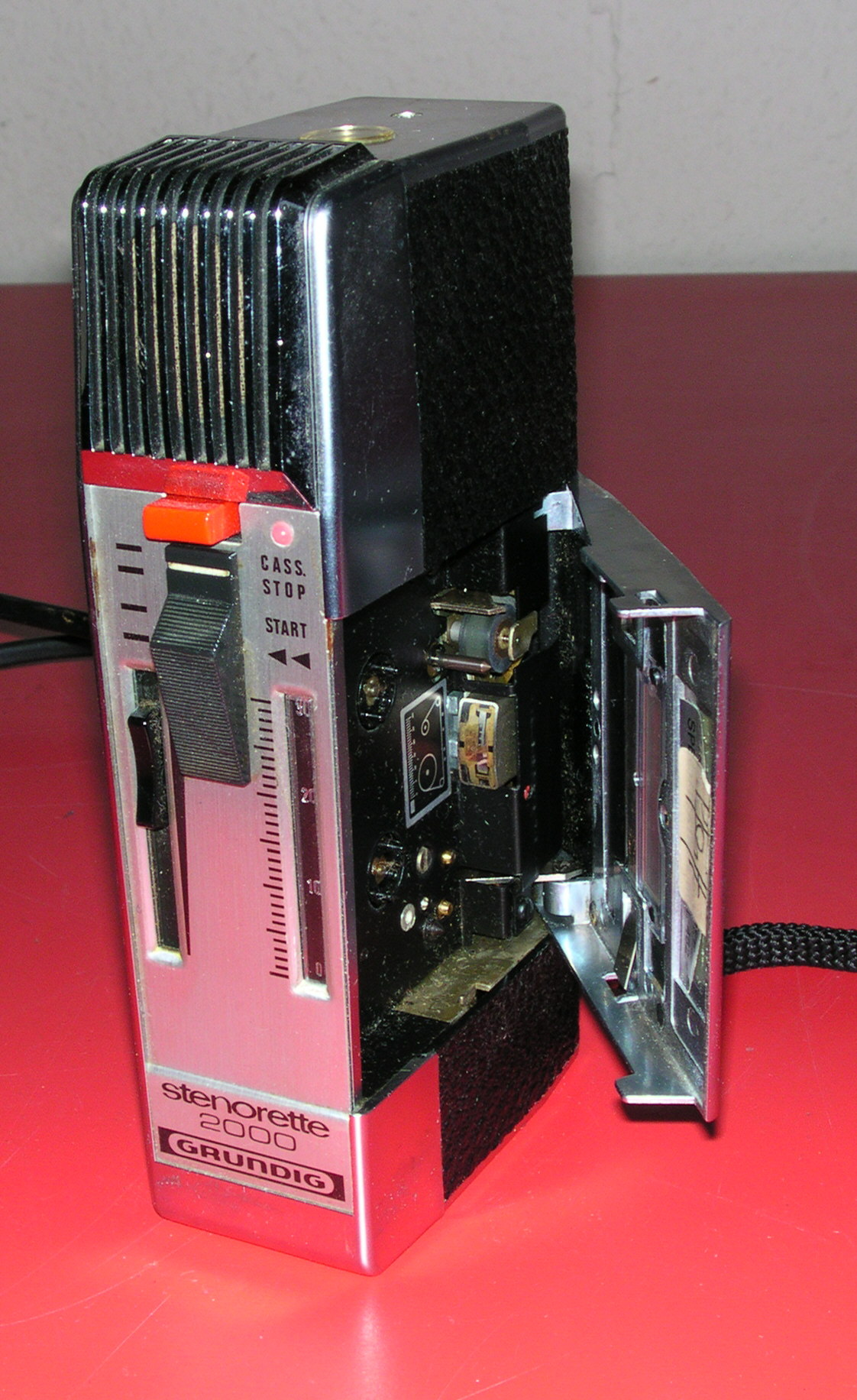
Stenorette 2000
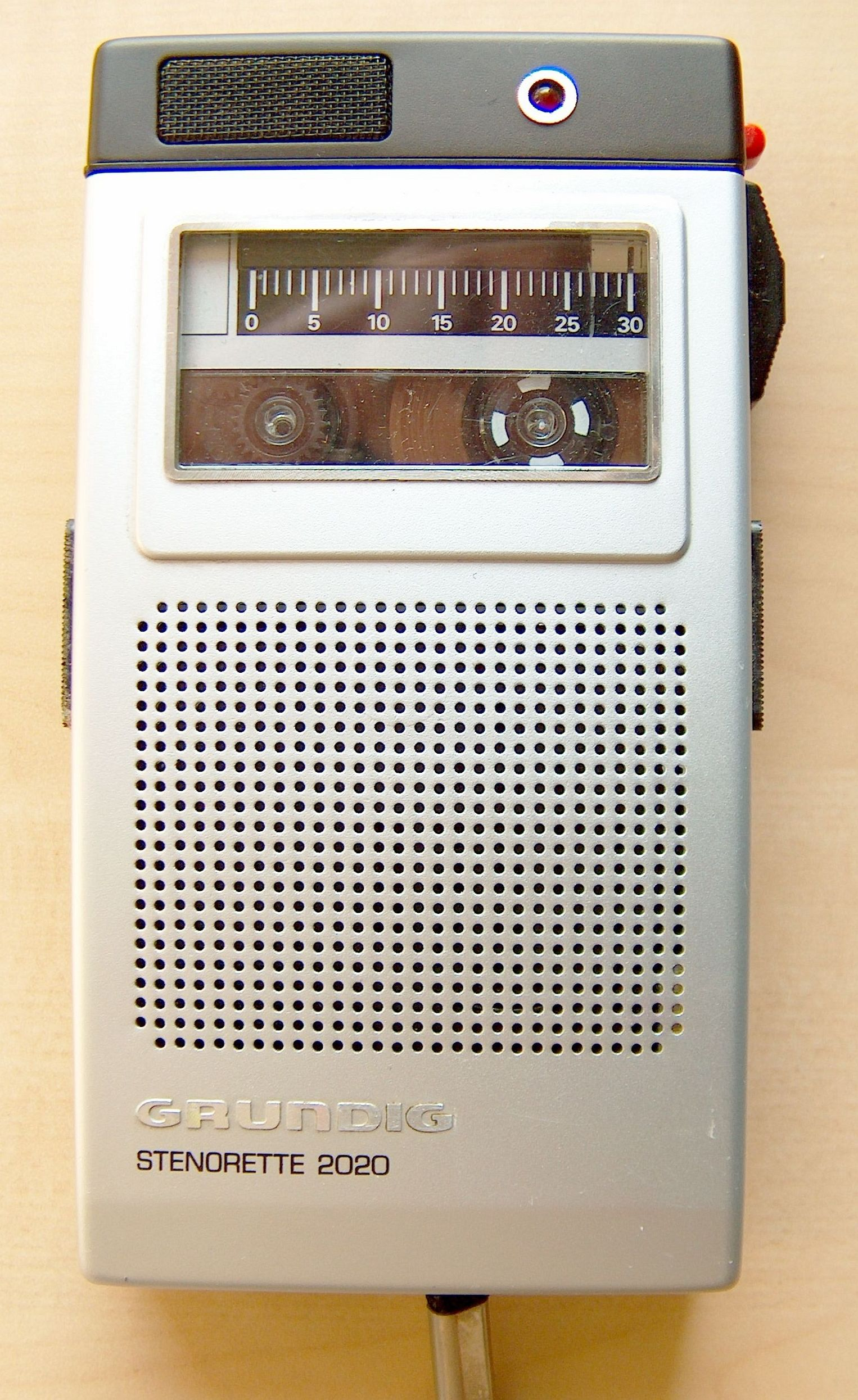
Stenorette 2020
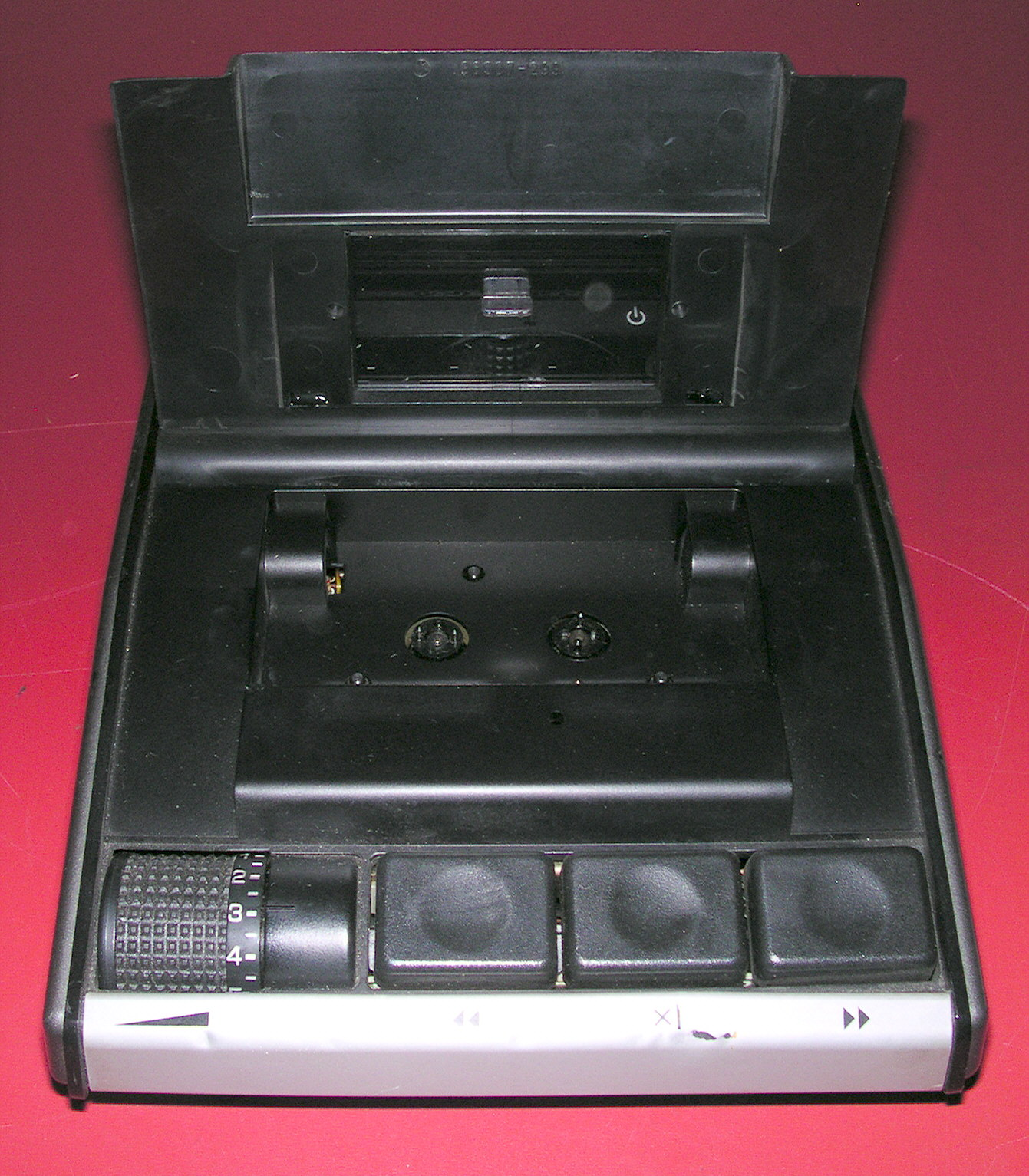
Stenorette 2100